# Alexandra Haberkamp
Alexandra Haberkamp (* 20. Februar 1966 in Zell an der Mosel) ist eine deutsche Juristin und Richterin am Bundesgerichtshof.

## Leben und Wirken
Haberkamp absolvierte zunächst eine Ausbildung zur Diplom-Rechtspflegerin und studierte anschließend Rechtswissenschaften an der Universität zu Köln. Nach ihren beiden Juristischen Staatsexamina trat sie 1995 in den Höheren Justizdienst des Landes Rheinland-Pfalz ein. Dort wurde sie zunächst am Amtsgericht Neuwied und am Landgericht Koblenz eingesetzt. 1999 wurde sie nach dem Ende ihrer Proberichterzeit in Koblenz zur Richterin am Landgericht ernannt. Von Oktober 2000 bis September 2003 folgte eine Abordnung als wissenschaftliche Mitarbeiterin an den Bundesgerichtshof. Im März 2007 wechselte sie als Richterin an das Oberlandesgericht Koblenz. Im März 2015 wurde Haberkamp zur Richterin am Bundesgerichtshof gewählt. Sie wurde dem vor allem für das Grundstücks-, Nachbar- und Wohnungseigentumsrecht zuständigen V. Zivilsenat zugewiesen und trat ihre neue Stellung zum 1. September 2015 an.